# Edupunk
Edupunk es un neologismo, usado en inglés para referirse a una ideología concerniente a las prácticas de enseñanza y aprendizaje que resultan de una actitud tipo "Hágalo usted mismo" (HUM). Muchas aplicaciones instruccionales pueden ser descritas como educación HUM Edupunk. El término describe enseñanza y aprendizaje "inventivos".

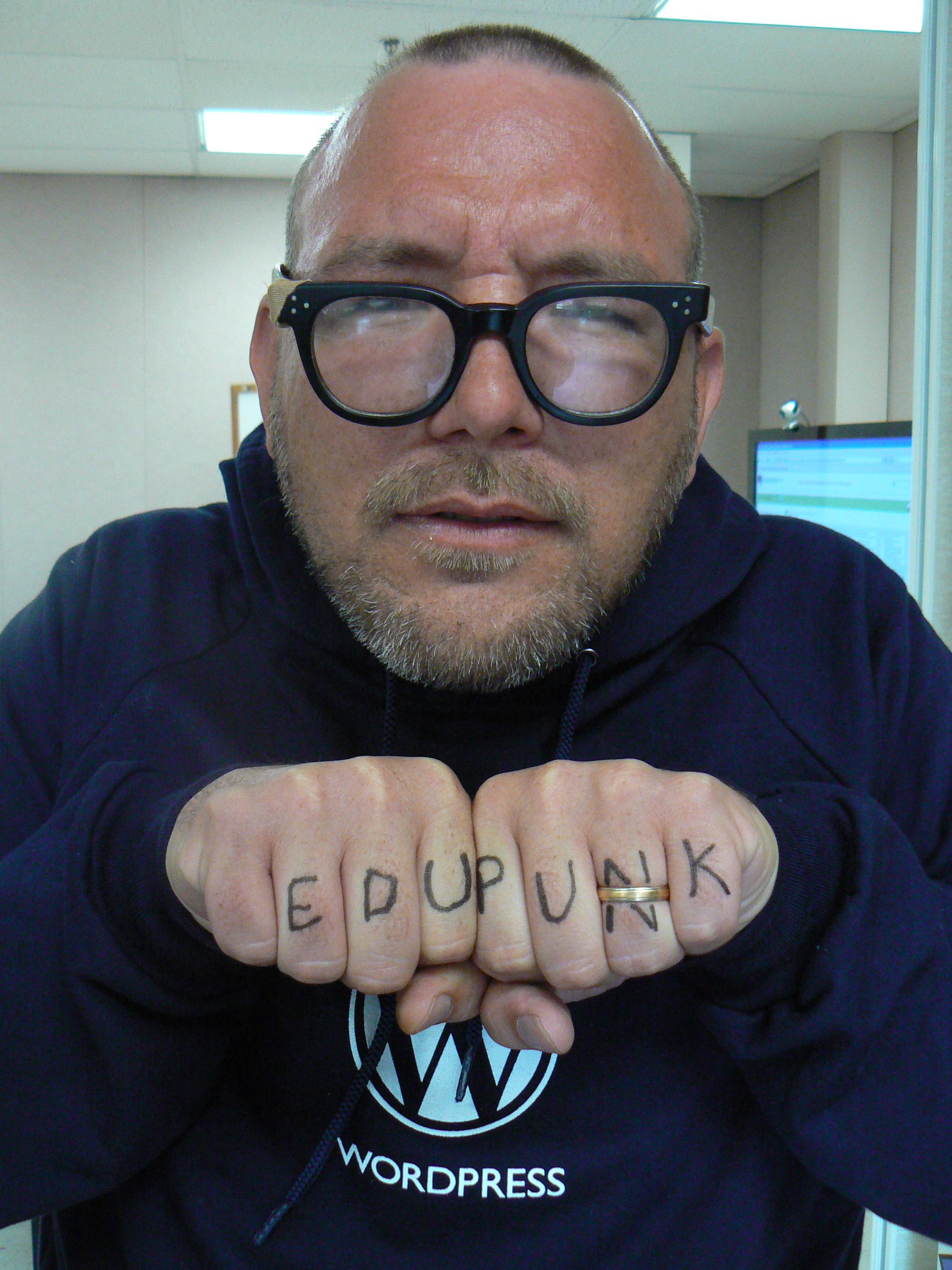
Jim Groom como "poster boy" de Edupunk.

El término fue usado por primera vez el 25 de mayo de 2008 por Jim Groom en su blog, y referenciado menos de una semana después en la publicación en línea Chronicle of Higher Education (Crónica de Educación Superior). Stephen Downes, un comentarista en el campo de la educación en línea, indica que "el concepto de Edupunk ha tomado amplio vuelo, propagándose a través de la blogosfera como un incendio".
Edupunk ha surgido como una objeción a los esfuerzos gubernamentales y a los intereses corporativos de empaquetar tecnologías emergentes en productos estandarizados, con comportamientos pre-definidos, de manera similar a las ideologías del movimiento punk.
Un ejemplo de Edupunk es el curso de la Universidad de Columbia Británica "Murder, Madness, and Mayhem: Latin American Literature in Translation", un experimento de creación de artículos en Wikipedia en la primavera de 2008, "(teniendo a) los propios estudiantes como compañeros y pares". El proyecto consistía en proponer y elaborar artículos vinculados a la literatura hispanoamericana para su revisión posterior por la comunidad wikipedista, con el objetivo de tener el máximo posible de ellos nominados a artículo destacado. Otro ejemplo similar es el curso "Digital Ethnography", del Departamento de Antropología de la Universidad del Estado de Kansas, el cual integra diversas herramientas y fuentes de información disponibles en Internet en un ambiente de aprendizaje que apoya el desarrollo del curso.
Un videoclip ilustrando un enfoque Edupunk producido por Tony Hirst de la Open University del Reino Unido, el 8 de junio de 2008, ilustra la rapidez con la que el concepto de Edupunk ha sido adoptado fuera de Norteamérica.
En los ejemplos expuestos, sin embargo, existe una fuerte contradicción entre las propuestas liberadoras y los marcos educativos en los que tienen lugar estas experiencias: universidades estatales e instituciones nada autogestionadas, ni sustentadas por la enseñanza inventiva o el aprendizaje inventivo. Es probable que los verdaderos ejemplos se encuentren en la educación no formal o en instituciones verdaderamente alternativas social y pedagógicamente hablando. Y por ello, sean más difíciles de documentar.
Hoy en día existen proyectos académicos que, basados en los principios del Edupunk, procuran estudiar y adoptar las potencialidades de este principio desde los circuitos de la educación tradicional. Un ejemplo de ello es el libro "Aprendizaje Invisible", iniciativa abierta promovida conjuntamente por John Moravec y Cristóbal Cobo Romaní, académicos de la Universidad de Minnesota y de la Universidad de Oxford, respectivamente. Otros ejemplos son el "Manifiesto Edupunk" redactado colaborativamente por distintas cátedras de universidades públicas argentinas que se enmarcan en esta corriente, y el proyecto europeo DIYLab implementado en universidades y escuelas de primaria y secundaria de España, Finlandia y la República Checa.